# Ditadura militar chilena

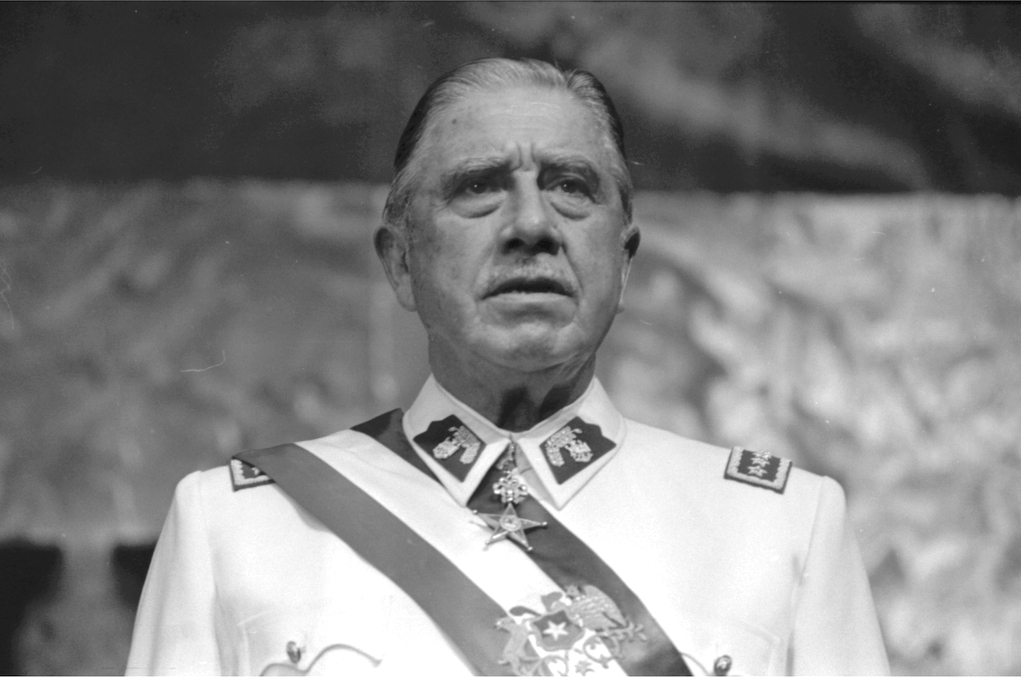
Augusto Pinochet

A ditadura militar chilena (em castelhano:  dictadura militar de Chile) foi um governo militar autoritário que governou o Chile entre 1973 e 1990. A ditadura foi estabelecida depois que o governo democraticamente eleito de Salvador Allende foi derrubado por um golpe de Estado apoiado pela CIA no dia 11 de setembro de 1973. A ditadura foi liderada por uma junta militar presidida pelo general Augusto Pinochet. O colapso da democracia e a crise econômica ocorrida durante a presidência de Allende foram justificativas usadas pelos militares para tomar o poder. A ditadura apresentou sua missão como uma "reconstrução nacional".
O regime foi caracterizado pela supressão sistemática de partidos políticos e pela perseguição de dissidentes a uma extensão que era sem precedente na história de Chile. Ao todo, o regime deixou mais de 3 mil mortos ou desaparecidos, torturou milhares de prisioneiros e forçou 200 mil chilenos ao exílio. A ditadura moldou grande parte da vida política e econômica do Chile moderno. Dois anos depois de sua ascensão, implementou reformas econômicas neoliberais radicais em forte contraste com as políticas esquerdistas de Allende, aconselhadas por uma equipe de economistas de livre mercado formados em universidades estadunidenses, conhecidos como "Chicago Boys".
Em 1980, o regime substituiu a Constituição de 1925 por uma nova Carta Magna elaborada por colaboradores do regime. Os planos de Pinochet de permanecer no poder foram frustrados em 1988, quando o regime admitiu a derrota em um referendo nacional que abriu o caminho para a restauração da democracia em 1990. No entanto, o regime tomou muito cuidado para garantir que o sistema político e econômico que criara permanecesse sem modificações. O regime também providenciou que os militares ficassem fora do controle civil após o fim da ditadura.

## História

### Golpe de Estado

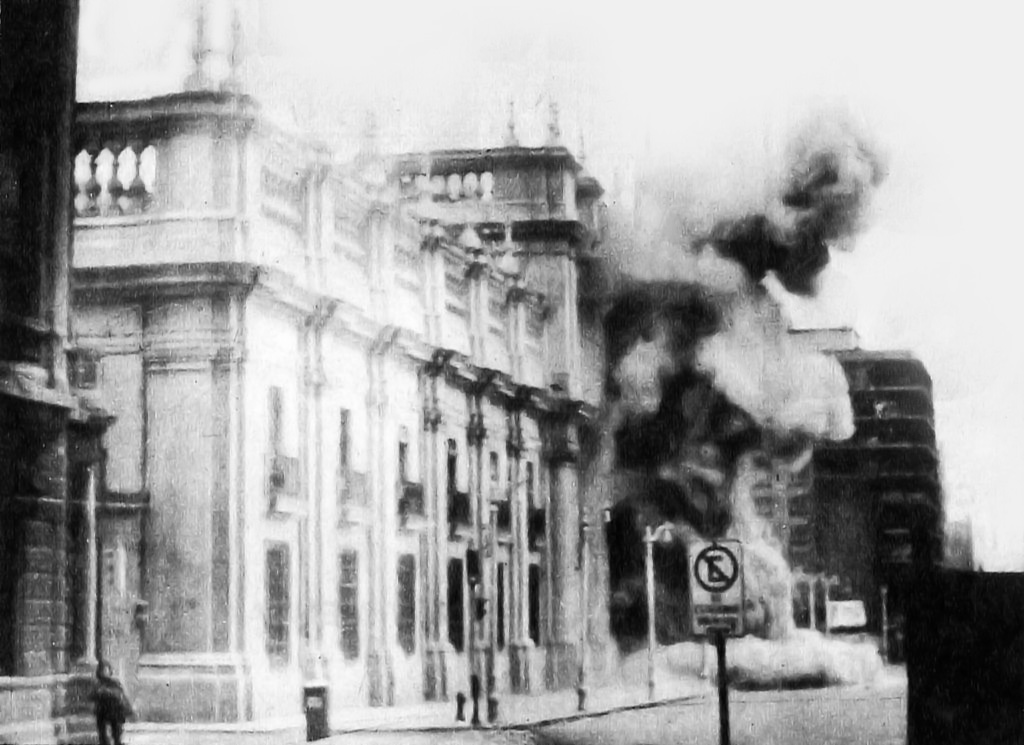
Bombardeio ao Palácio de La Moneda durante o Golpe de Estado no Chile, em 11 de setembro de 1973

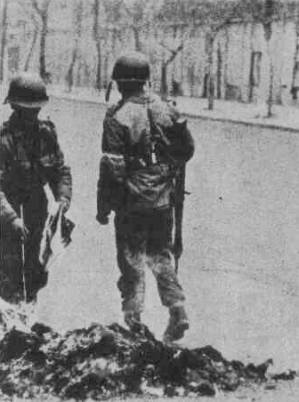
Queima de livros durante os primeiros dias do regime

Em 11 de setembro de 1973, um golpe de Estado ao mando dos comandantes das Forças Armadas, terminou com o mandato do presidente Salvador Allende. Tropas do exército e aviões da Força Aérea atacaram o Palácio de La Moneda, a sede de governo, onde Allende supostamente teria cometido suicídio antes que as tropas invadissem o Palácio.

### Junta Militar
Após derrubar o governo democrático de Allende, de esquerda, os membros da Junta de Governo começaram um processo de estabelecimento de seu sistema de governo. De acordo com o Decreto Lei Nº 1, de 11 de setembro de 1973, Augusto Pinochet assumia a presidência da Junta de Governo, em sua qualidade de comandante em chefe do ramo mais antigo das Forças Armadas. Este cargo, que originalmente seria rotativo, finalmente se tornou permanente; em 27 de junho de 1974 Pinochet assume como "Chefe Supremo da Nação", em virtude do Decreto Lei n.º 527, cargo que seria substituído pelo de Presidente da República, em 17 de dezembro de 1974, pelo Decreto Lei Nº 806. Entretanto, a Junta assume as funções constituinte e legislativa em lugar do Congresso Nacional, que foi fechado em 21 de setembro.
Diante de tal situação, militantes de grupos de esquerda começaram a sofrer a repressão exercida pelo novo governo. A maioria dos líderes do governo da Unidade Popular e outros líderes da esquerda foram presos e transferidos a centros de reclusão. Cuatro Álamos, Villa Grimaldi, o Estádio Chile e o Estádio Nacional de Santiago foram utilizados como campos de detenção e tortura, assim como a Oficina Salitrera Chacabuco, a Ilha Dawson na Patagônia, o porto de Pisagua, o Buque Escola Esmeralda e outros locais ao longo do país. 3 mil pessoas teriam sido assassinadas por membros da Direção de Inteligência Nacional (DINA) e de outros organismos das Forças Armadas, entre os que se destacam Victor Jara e José Johá. Muitas dessas pessoas permanecem como detidos desaparecidos na atualidade. Além disso, existem relatos de tortura, prisões foram realizadas e outros tiveram que se exilar em diversos países do mundo, principalmente membros de guerrilhas armadas, alguns dos quais foram mortos em atentados à bomba no exterior, como Carlos Prats e Orlando Letelier. As sistemáticas violações aos direitos humanos pela ditadura de Pinochet provocaram o repúdio de diversos estados e da Organização das Nações Unidas (ONU).
No âmbito econômico, o Regime Militar tenta uma "política de choque" para corrigir a crise em que havia sido assumida pelo governo, com inflação superior a 300%. Para tanto, solicita-se a ajuda de um grupo de jovens economistas ingressados da Universidade de Chicago, que implantam o modelo de liberalismo de Milton Friedman. Os Chicago Boys aproveitaram as ideias nascidas em El Ladrillo e, seguindo as ideias de Friedman, começaram um tratamento de choque para a economia chilena: o gasto público foi reduzido em 20%, foram demitidos 30% dos empregados públicos, o Imposto de Valor Agregado (IVA) foi aumentado e os sistemas de empréstimo e financiamento de moradia foram eliminados. Como previsto, a economia depois destas medidas despencou, algo que Friedman considerava necessário para fazê-la "ressurgir". O PGB e as exportações caíram 12% e 40%, respectivamente, e o desemprego aumentou para 16%. Porém as medidas aplicadas durante esse período começaram a surtir efeito em 1977, quando a economia começou a se levantar e se deu início ao que foi o "Boom" ou o "Milagre Chileno". Nestes anos, finalizaram-se os trabalhos do Metrô de Santiago e começaram os da Carretera Austral.
Aproveitando a conjuntura na América Latina, liderada por múltiplos governos militares, o Chile se integrou junto a outros estados na Operação Condor, um plano de inteligência destinado ao combate às guerrilhas e grupos de orientação marxista no Cone Sul, apoiado pela CIA. Um dos ideólogos deste plano foi o chefe da DINA (Diretora de Inteligência Nacional), Manuel Contreras, um dos homens com maior poder no país durante estes anos. A proximidade que tinha com líderes de outros países permitiu que, por exemplo, o Chile acertasse posições com a Bolívia, liderada pelo general Hugo Banzer. Isso permitiu a firmação do Acordo de Charaña, uma tentativa de solucionar o problema da mediterraniedade da Bolívia e em que se restabeleciam as relações diplomáticas, rompidas desde décadas atrás.

### A Troca de Década
O ano de 1978 marca um dos anos mais críticos do governo de Pinochet. Os Estados Unidos, que havia apoiado no princípio ao regime torna-se um dos seus principais detratores, devido principalmente ao atentado terrorista contra Orlando Letelier, exilado em Washington. Jimmy Carter, que assume o governo do país no ano anterior, realiza uma forte campanha junto a diversos organismos internacionais exigindo maiores liberdades civis no Chile e criticam a censura contra a imprensa e a repressão à oposição. Antes disso, Pinochet convoca um plebiscito, quando ainda não existiam registros eleitorais. De acordo com os resultados publicados pelo governo, votaram 5 349 172 pessoas: 4 012 023 votos pela opção "Sim", 1 092 226 pela opção "Não" e 244 923 foram brancos ou nulos. Porém, tais cifras foram questionadas devido às diversas irregularidades do processo.
As violações aos direitos humanos continuaram apesar da pressão internacional. Enquanto Pinochet promulga o Decreto Lei Nº 2.191, que concedeu anistia a todos os que haviam cometido feitos delituosos desde a data do golpe, em qualidade de autores, cúmplices ou encobridores, a imprensa começa a revelar o destino dos primeiros detidos desaparecidos na zona de Lonquén. No entanto, a DINA é substituída pela CNI, enquanto o cardeal Raúl Silva Henriquez encara o problema e cria a Vicaria da Solidariedade.
Neste ambiente, Gustavo Leigh manifesta publicamente suas diferenças de opinião com Pinochet. Leigh, o gestor do golpe, opõe-se ao excessivo personalismo de Pinochet e ao modelo econômico imposto. Leigh também esperava apurar os prazos para o retorno da democracia e estava contra as práticas terroristas que estava exercendo o Estado. Diante das declarações do Comandante da Força Aérea ao periódico italiano Corriere della Sera e sua negativa de se retratar, Leigh é destituído pela Junta Militar e é substituído por Fernando Matthei.
Ainda que as relações diplomáticas com os países vizinhos haviam se aproximado, foram rompidas durante 1978. A proximidade da comemoração do centenário da Guerra do Pacífico produziu efervescência no Peru (com que teve problemas diplomáticos em 1974) e na Bolívia. As tentativas de outorgar uma saída ao mar a este último viram-se acabadas pelo veto do Peru ao Acordo de Charaña, veto que poderia exercer de acordo com o estabelecido no Protocolo Adicional do Tratado de Ancón, chegando o ditador do Peru, General EP Juan Velasco Alvarado a mobilizar a 18ª Divisão Blindada do Exército do Peru ao sul, próximo à fronteira do Chile; dias depois o general EP Francisco Morales Bermúdez Cerruti derrota o general Velasco, desmobiliza a 18ª Divisão Blindada, cujos tanques retornam aos seus quartéis e a normalidade volta à fronteira, mantendo o veto ao Acordo de Charaña. Diante de tal quadro Banzer rompe relações diplomáticas com o Chile.
Ao mesmo tempo surge com a Argentina o Conflito de Beagle. A Rainha Elizabeth II do Reino Unido abdica das ilhas Picton, Lexxon e Nueva ao Chile, as quais estavam em disputa com o país vizinho. Ambos os países haviam se comprometido a aceitar o laudo britânico de 1967, porém Jorge Rafael Videla declara o ocorrido como "insanamente nulo" e a possibilidade de guerra com a Argentina é iminente, a que se somava a possibilidade de um "quadrilhaço" (guerra com a Argentina, Peru e Bolívia).
O Chile tenta solucionar as diferenças através de uma mediação papal com Paulo VI, mas sua morte e a de seu sucessor, João Paulo I, agravam a situação. As tropas chilenas estão recrutadas em Punta Arenas e a esquadra chilena zarpa para enfrentar a da Argentina, em 22 de dezembro de 1978. Uma tempestade nas águas da Patagônia evita o primeiro enfrentamento, enquanto João Paulo II chama através dos meios a uma mediação entre ambos os países, a qual é aceita pela Argentina. O conflito seria encerrado com o "Tratado de Paz e Amizade", firmado em 29 de novembro de 1984.
Em outubro de 1978, o Conselho de Estado (um organismo assessor à Junta, presidido por Jorge Alessandri) recebeu um anteprojeto de Constituição redigido pela Comissão Ortúzar. Em 8 de junho de 1980, Alessandri entrega um dictamen e informe elaborado pelo Conselho, contendo várias correções ao anteprojeto. A fim de analisar o projeto apresentado pelo Conselho, a Junta de Governo nomeia um grupo de trabalho que praticou suas funções durante um mês, realizando diversas modificações no texto. Finalmente, em 10 de agosto Pinochet informa que a Junta aprovou a nova Constituição e que a submeterá a um plebiscito. Os registros eleitorais, no entanto, não foram abertos, motivo pelo qual várias irregularidades teriam sido cometidas. A oposição só pôde se manifestar em um ato político liderado por Eduardo Frei Montalva no teatro Caupolicán. em 11 de setembro de 1980 realizou-se o referendo que obteve um respaldo de 68,95% dos votos. Assim, a nova Constituição Política da República do Chile entrou em vigor em 11 de março de 1981.
Em 1981, os primeiros sintomas de uma nova crise econômica começam a ser sentidos no país. O Chile, graças ao Boom, havia crescido a uma média anual de 7,5% entre 1976 e 1981; porém a balança de pagamentos alcançou um déficit de 20% neste ano e os preços do cobre caíram rapidamente. Os investidores estrangeiros deixaram de investir, enquanto o governo dizia que tudo isso era parte da recessão mundial. Os investidores nacionais e as empresas chilenas haviam aproveitado durante esse período para pedir diversos empréstimos, com base na promessa de um câmbio fixo de um dólar a 39 pesos chilenos.
O desemprego aumentou acentuadamente durante uma década, de 4,8% em 1973 para 31% em 1983.
A situação não pôde se sustentar e, em junho de 1982, o peso foi desvalorizado e a política de câmbio fixo se encerrou. Diante disso, os empréstimos alcançaram taxas exorbitantes e muitos bancos e empresas quebraram. O desemprego se elevou a 25% e o governo não encontrava fórmula capaz de manejar a situação. A inflação alcançou 20% e o PIB caiu 15%. Começaram, então, a aparecer os primeiros protestos de caráter pacífico, que foram violentamente reprimidas pelos carabinerios e pelo exército. Implanta-se o estado de sítio e o momento é aproveitado por diversas organizações terroristas como a Frente Patriótica Manuel Rodriguez, que decidiu iniciar a "Operação Retorno" e começar com o fim do Regime pela via armada. Entre os bons números do seu governo, poder-se-ia citar o valor do PIB per capita, que entre 1973 e 1993, subiu 79,8% em dólares constantes, passando de US$ 4 200 para US$ 7 552; e o crescimento de 191% do PIB, passando de $ 16,3875 bilhões em 1973 para $ 44,4679 bilhões em 1993. Em 1986 o desemprego era de 13,9%, chegando a 6,3% em 1993, devido a nova medidas liberais, como redução dos gastos estatais, privatizações e redução de impostos. Em 1973 a inflação era de 352%, em 1982 estava em 9,9%.
Em 27 de dezembro de 1986 comandos do Frente Patriótica Manuel Rodríguez - FPMR tentam assassinar o general Pinochet no caminho ao Cajón de Maipo. Diante do fracasso dos comandos comunistas, Pinochet ordena uma forte onda repressiva que termina com a morte de diversos frentistas (Operação Albânia. No mesmo período tornou-se público o assassinato de cinco professores comunistas que foram encontrados degolados, delito cometido por corpo de carabineiros, o que obrigou à renúncia do diretor geral César Mendoza, que foi substituído por Rodolfo Stange.
Com a renúncia de Sergio Fernández ao Ministério do Interior, Sergio Onofre Jarpa, seu sucessor, permite a aproximação à Aliança Democrática (composta por democratas cristãos e socialistas moderados). Graças à participação do Cardeal Francisco Fresno, partidários do governo e parte da oposição formularam, em agosto de 1985, um "Acordo Nacional para a Transição à Plena Democracia". Tal acordo foi recebido com ceticismo por setores da extrema esquerda e sérias discrepâncias ao interior da Junta de Governo.
No âmbito econômico, Hernán Büchi (1985-1989) conseguiu produzir um "segundo milagre" chileno (definitivo), que foi por ele idealizado, adotando uma fina calibragem entre certas medidas keynesianas adotadas anteriormente, que manteve, e a reimplantação de algumas medidas do antigo modelo neoliberal dos Chicago Boys, que custaram ao Chile uma queda 30% do seu PIB, até que Büchi encontrasse o caminho certo para o crescimento. O PIB do Chile duplicou nos anos seguintes, mas a redução dos gastos sociais aumentou o abismo entre ricos e pobres, fazendo do Chile um dos países com pior desigualdade social e de renda no mundo. De 1970 a 1987 a proporção da população chilena abaixo da linha de pobreza saltou de 20 porcento para 44,4 porcento.

A política econômica é necessária para orientar corretamente o esforço da poupança e dos investimentos. A experiência nos ensinou a importância de uma adequada regulamentação das variáveis macroeconômicas, já que sem ela o mercado se desorienta e as poupanças se desperdiçam, ou fluem para o exterior, de forma que os investimentos  se canalizam para operações improdutivas ou especulativas.— Ministro Hernán Büchi
Por outro lado, a zona do Chile Central foi sacudida por um terremoto em 3 de março de 1985, tendo os edifícios de Santiago, Valparaíso e San Antonio sofrido graves danos nas estruturas.

### Últimos Anos
O governo promulga em 1987 a Lei Orgânica Constitucional dos Partidos Políticos, que permite a criação de partidos políticos, e a Lei Orgânica Constitucional sobre sistema de inscrições eleitorais e Serviço Eleitoral, que permite abrir os registros eleitorais. Com estas disposições legais, abriria-se a brecha para cumprir o estabelecido pela Constituição de 1980. Segundo ela, devia-se convocar os cidadãos a um plebiscito onde se ratificaria um candidato proposto pelos Comandantes em Chefe das Forças Armadas e o General Diretor dos Carabineiros, para ocupar o cargo de presidente da República no período seguinte de 8 anos.
No caso do resultado ser adverso, o período presidencial de Augusto Pinochet se prorrogaria por mais um ano, como as funções da Junta de Governo, devendo se convocar a eleição de Presidente e de Parlamentares.
No início de 1987, o país presenciaria a visita do Papa João Paulo II, que percorreu as cidades de Santiago, Viña del Mar, Valparaíso, Temuco, Punta Arenas, Puerto Montt e Antofagasta. O Sumo Pontífice seria testemunha presente da repressão durante alguns protestos, durante a cerimônia de beatificação de Teresa dos Andes no Parque O'Higgins (3 de abril de 1987). Durante sua visita, João Paulo II manteve uma longa reunião com Pinochet em que trataram do tema do retorno à democracia. Nesta reunião, o Pontífice haveria instigado Pinochet a fazer modificações no regime e inclusive haveria solicitado sua renúncia. No ano seguinte, convocou-se a realização do plebiscito, fixado em 5 de outubro.

### Resistência do movimento feminista e de mulheres

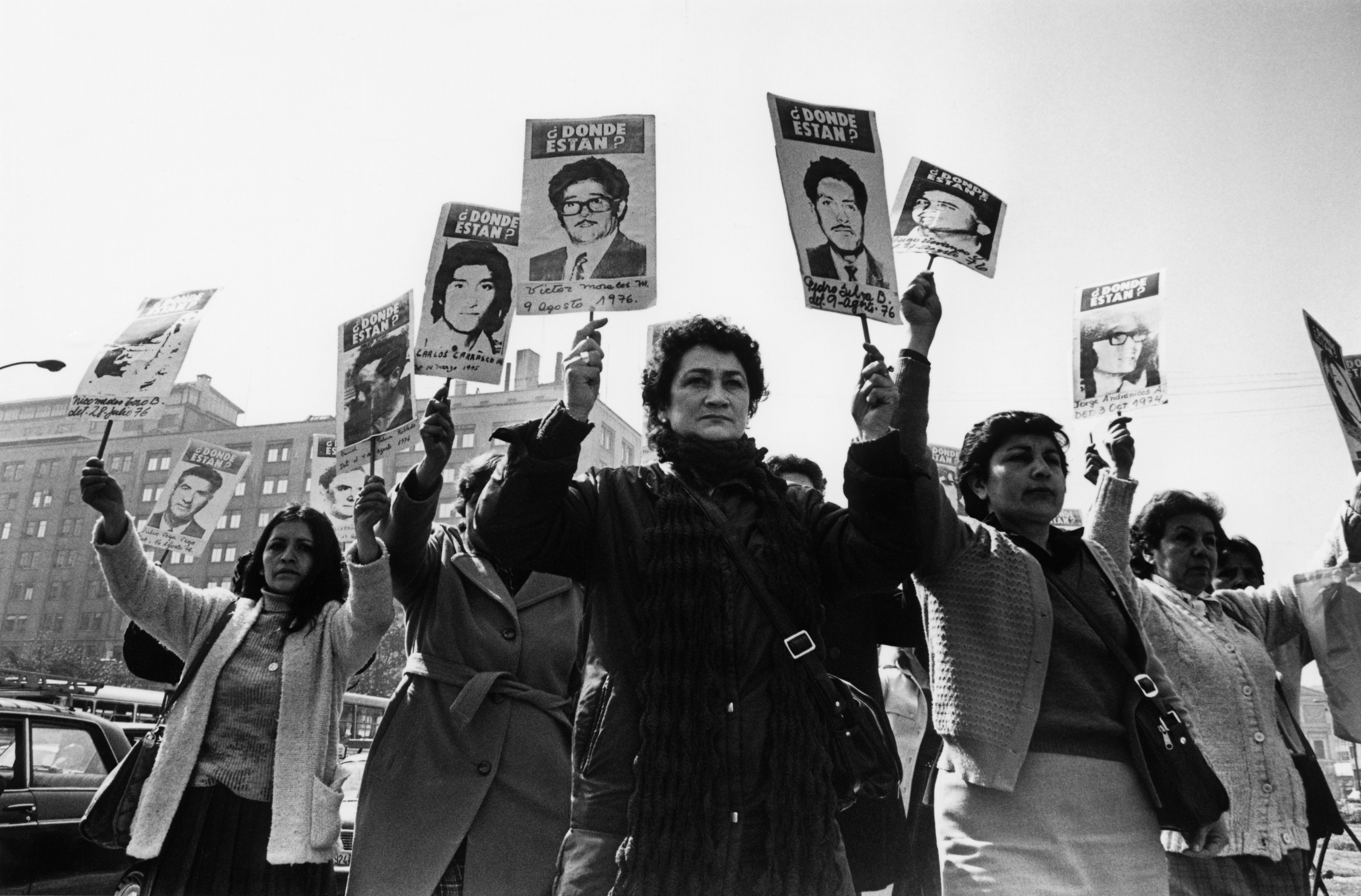
Mulheres da Associação de Familiares Desaparecidos se manifestam em frente ao Palácio do Governo durante a ditadura militar chilena.

Um dos principais movimentos sociais que resistiram e lutaram contra a ditadura foi o movimento feminista e o movimento de mulheres. Este movimento surgiu em diferentes frentes: Inicialmente, as mulheres protagonizaram diversas iniciativas coletivas em seus territórios, enfrentando problemas imediatos da repressão e da precariedade das condições de vida, criando ollas comunes e associações de parentes de assassinados ou detidos desaparecidos. Progressivamente e com diversas orientações, organizações de mulheres se desenvolveram e se organizaram politicamente em torno dos problemas específicos que enfrentavam cotidianamente como mulheres, algumas assumindo posições abertamente feministas, como foi o caso da corporação Casa de la Mujer La Morada e do Movimento Feminista chileno.
Ao longo do tempo, esses diferentes polos de organização social e política de mulheres começaram a dialogar, gerando articulações, mas também tensões próprias das complexidades que atravessavam esse movimento heterogêneo. Em 1983, as múltiplas organizações de mulheres se articulam em dois grandes grupos de coordenação: o MEMCH 83' (que adotou o nome do movimento que lutou na primeira metade do século XX), e Mujeres por la vida. Em 1986, as mulheres organizadas participaram da Assamblea de la Civilidad, na qual apresentaram o “Pliego de las mujeres” para serem incorporadas à “Demanda do Chile”.

### Plebiscito nacional de 1988

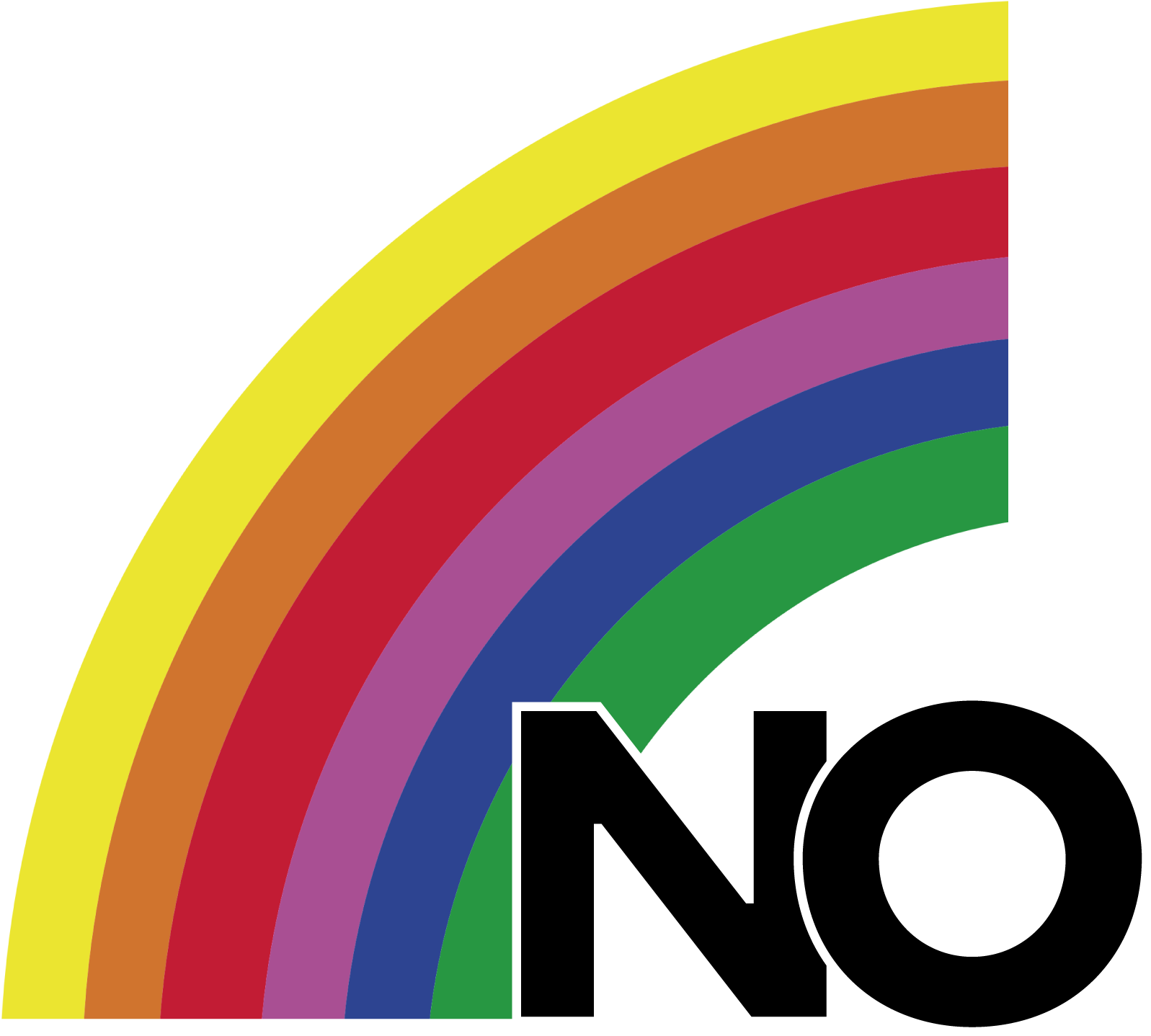
O logotipo da Concertación de Partidos por el No levava o arco-íris, principal símbolo da oposição à ditadura militar chilena.

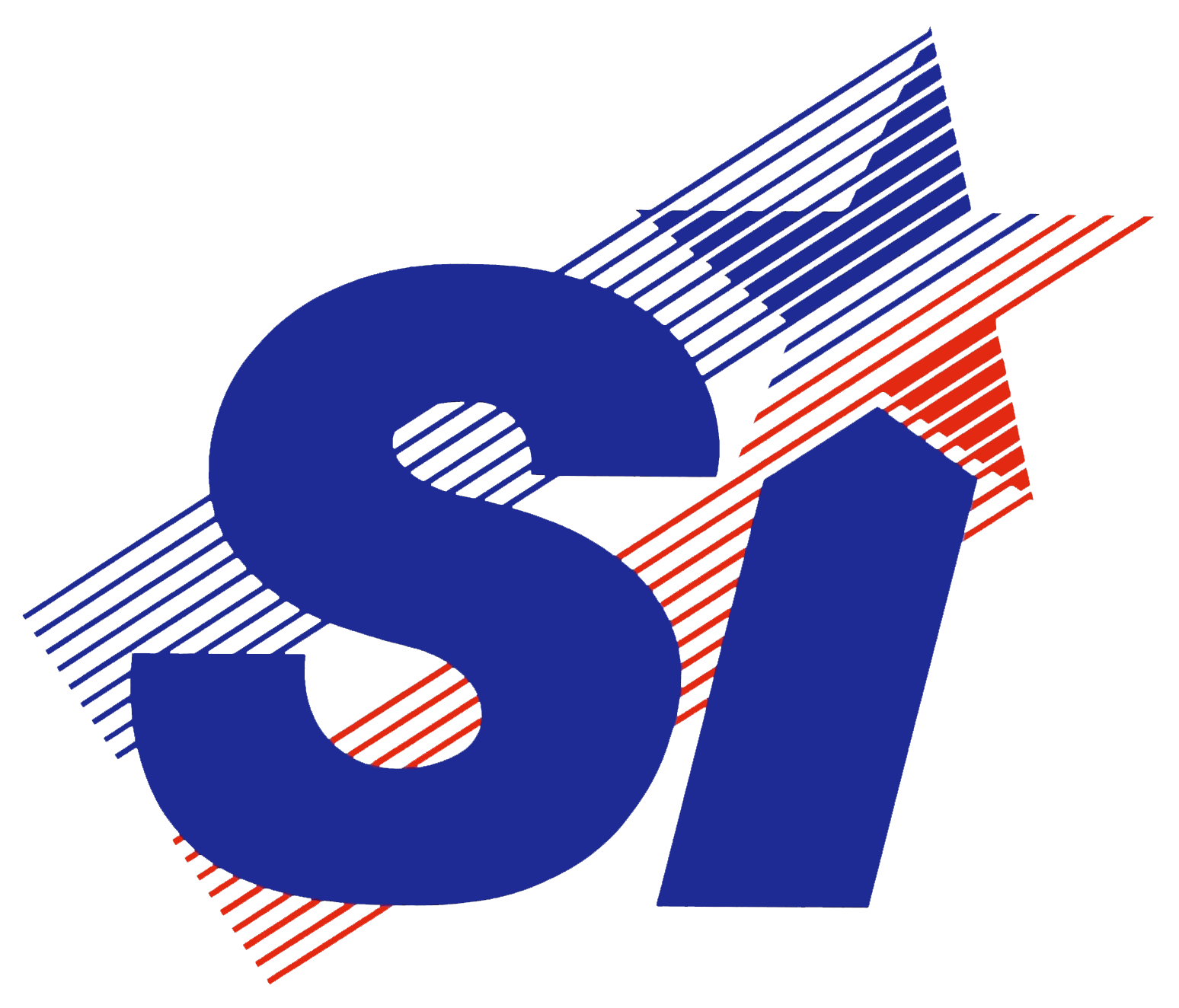
Símbolo da opção "Sim". O logotipo levava as letras SÍ azuis com uma estrela e uma faixa tricolor azul, branca e vermelha

Em 30 de agosto de 1988, os Comandantes em Chefe das Forças Armadas e o General Diretor dos Carabineiros, de conformidade com as normas transitórias da Constituição em vigor, propuseram como seu candidato Augusto Pinochet. Os partidários do "Sim" estariam integrados por membros do governo e os partidos Renovação Nacional, a União Democrata Independente e outros partidos menores. Por outro lado, a oposição criou a Concertação de Partidos pelo "Não" que agrupava 16 organizações políticas opositoras ao regime, entre as que se destacavam a Democracia Cristã, o Partido pela Democracia e algumas fações do Partido Socialista. No entanto, o Partido Comunista ainda estava proscrito.
Em 5 de setembro deste ano foi permitida a propaganda política após 15 anos de ditadura. A propaganda seria um elemento chave para a campanha do "não", ao mostrar um futuro colorido e otimista, contraponto a campanha oficial, notoriamente deficiente de qualidade técnica e que pressagiava o retorno do governo da Unidade Popular em caso de uma derrota de Pinochet. Ainda que a campanha do "sim" tenha conseguido reverter os magros resultados do começo, revitalizando sua campanha, os resultados finais, após o referendo de 5 de outubro. entregaram a vitória à oposição: o "sim" obteve 44,01%, contra 55,99% do "não".
Apesar do silêncio inicial de Pinochet (o que, segundo algumas informações, aparentemente havia pensado em não reconhecer os resultados no princípio), reconhece a vitória do "não" e afirma que continuará o processo traçado pela Constituição de 1980. Assim, chamou-se eleições para a presidência e parlamento no dia 14 de dezembro de 1989. Previamente, um plebiscito realizado em 30 de julho deste ano havia aprovado uma série de reformas à Constituição, reduzindo em parte o autoritarismo que possuía a Carta Fundamental.
Patricio Aylwin, candidato da Concertação, obteve 55,17% dos votos, frente a 29,4% de Büchi e 15,43% de Francisco Javier Errázuriz, candidato independente de centro.

## Instituições

### DINA
Ao começo do fim de 1974 foi criada oficialmente a Direção de Inteligência Nacional (DINA) pelo decreto lei N° 521 (ainda funcionava de fato desde fins de 1973). Esta Direção ficou a cargo do tenente coronel de engenheiros Manuel Contreras. A DINA tinha faculdades para deter e confinar pessoas em seus centros operativos durante os estados de exceção. Como estes estados duraram quase toda a ditadura, a DINA teve estas faculdades durante toda sua existência.
Esta organização teve a tarefa de enfrentar-se a um inimigo que, de acordo a visão política da Junta Militar, era a sedição marxista. Treinados na Escuela de las Américas, os agentes da DINA iniciaram uma campanha de repressão, focalizado principalmente no GAP (Grupo de Amigos Pessoais de Allende, sua guarda pessoal) com sessenta mortos, o MIR (Movimento de Esquerda Revolucionário) com 400, o Partido Socialista do Chile com 400 e o Partido Comunista do Chile com 350.
A DINA empregou o seqüestro, a tortura e o assassinato. Tinha também agentes internacionais, sendo o mais destacado o estadunidense Michael Townley, quem assassinou a Carlos Prats em Buenos Aires e a Orlando Letelier em Washington DC. Seu outro dispositivo internacional era a Operação Condor, de cooperação entre os diversos organismos de contra - insurgência das ditaduras latino-americanas, com o objetivo de conter qualquer elemento de esquerda política. Esteve responsável por diversos centros de detenção e tortura, entre estes Villa Grimaldi, Venda Sexy e Londres 38. Apenas se detinha seu funcionamento ao ser substituída pela CNI (Central Nacional de Informações), e Contreras por Odlanier Mena.

## Legado
Desde 1993 processado pela justiça após o fim da ditadura militar, com condenações anteriores que chegaram a sete anos de prisão domiciliar, Manuel Contreras, o temido chefe da DINA, foi condenado à prisão perpétua em junho de 2008 como mandante do assassinato do General Prats e sua esposa em Buenos Aires, na Argentina, em 1974.
Em 1 de setembro de 2009, a justiça chilena expediu ordem de prisão a 120 militares e ex-agentes do serviço secreto chileno, por atentados contra os direitos humanos acontecidos no governo Pinochet, entre eles, Contreras, já preso, referente a casos de assassinatos e desaparecimentos de cidadãos chilenos e estrangeiros durante a Operação Condor.